# Ludwig Adam

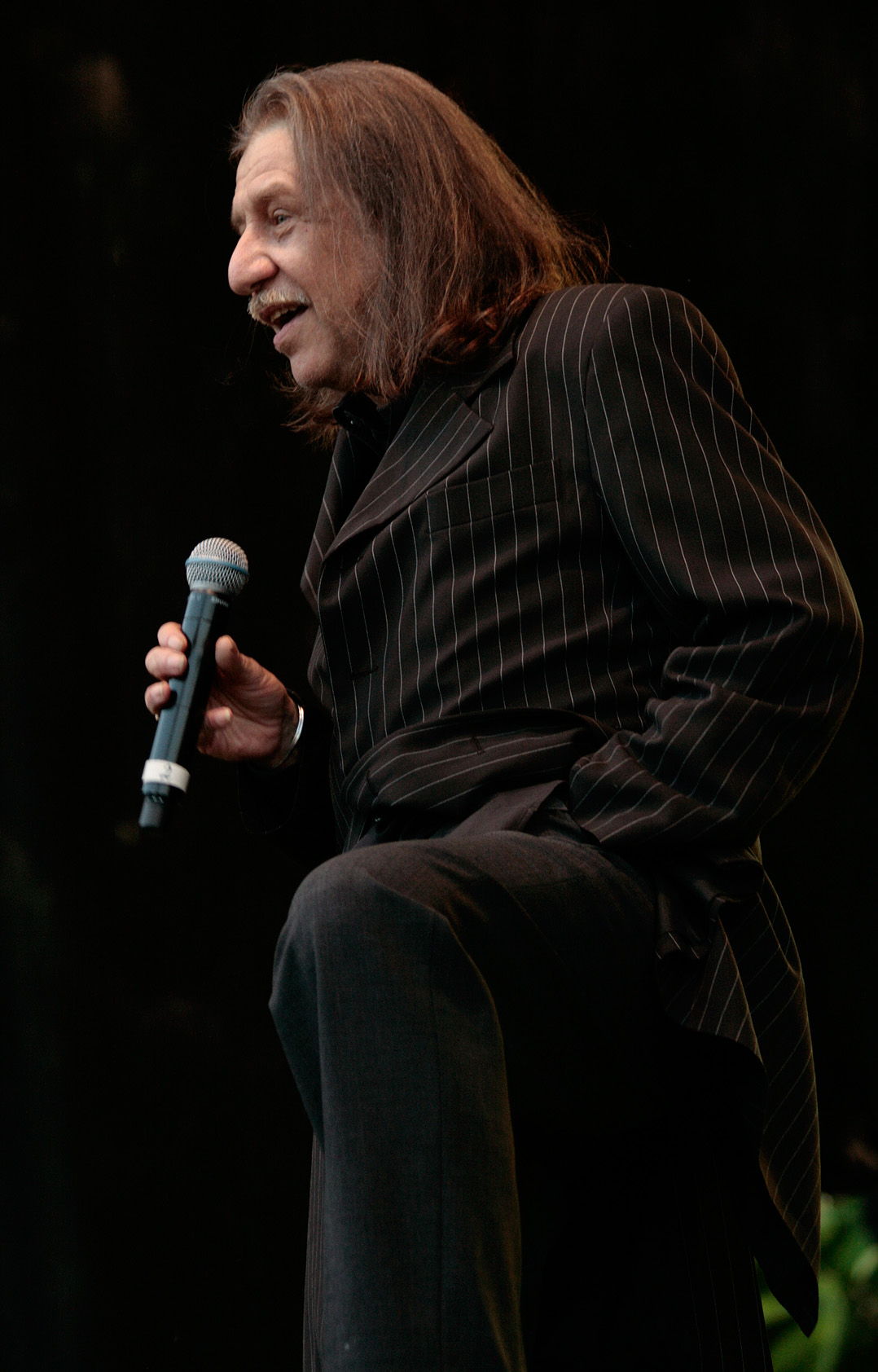
Wickerl Adam (Wien 2009)

Ludwig „Wickerl“ Adam (* 19. Jänner 1949 in Wien) ist ein österreichischer Musiker. Bekannt wurde er unter anderem als Gründer und Frontmann des Musikprojektes Hallucination Company.

## Leben
Ludwig Adam besuchte die Wiener Musikakademie, machte eine Körpertheaterausbildung und war Mitglied des Dramatischen Zentrums Wien. 1977 gründete er die Hallucination Company, aus der später namhafte Musiker wie Falco, Hansi Lang, Geri Schuller oder sein Sohn Zebo Adam (Gitarrist der Band Russkaja) hervorgingen. Seine ersten Auftritte hatte er im Hernalser Vergnügungszentrum (HVZ), dem heutigen Metropol.
Mitte bis Ende der 1990er Jahre lebte er mit seiner Familie für einige Zeit in Oberndorf an der Melk, Scheibbs und Purgstall. Der vor allem als Wickerl Adam bekannte Künstler wird gelegentlich als Frank Zappa Österreichs bezeichnet und betätigte sich neben seinem musikalischen Wirken auch als Drehbuchautor, Regisseur und Schauspieler. 2006 wurde ihm der österreichische Musikpreis Amadeus für sein Lebenswerk verliehen. Im April 2008 erhielt er das Goldene Verdienstzeichen des Landes Wien. Das letzte Konzert der Hallucination Company fand am 18. Februar 2023 im Jazzclub Porgy & Bess statt.